# Coelosphaera navicelligera
Coelosphaera navicelligera är en svampdjursart som först beskrevs av Ridley 1884.  Coelosphaera navicelligera ingår i släktet Coelosphaera och familjen Coelosphaeridae.
Artens utbredningsområde är havet utanför Papua Nya Guinea. Utöver nominatformen finns också underarten C. n. aruensis.